# Brodequin (hudební skupina)
Brodequin je americká brutal death metalová hudební skupina z města Knoxville v Tennessee založená v roce 1998 bratry Mikem (kytara) a Jamiem (vokály, baskytara) Baileyovými a bubeníkem Chadem Wallsem. Je pojmenována podle francouzské středověké mučící techniky, která drtila nohy. Texty se zaměřují zejména na popis mučících technik a poprav běžných ve středověké Evropě.
Debutové studiové album nazvané Instruments of Torture vyšlo roku 2000 vlastním nákladem.

## Diskografie
Dema
- Brodequin (1999)

Studiová alba
- Instruments of Torture (2000)
- Festival of Death (2001)
- Methods of Execution (2004)
- Harbinger of Woe (2024)

EP
- Prelude to Execution (2003)
- Perpetuation of Suffering (2021)

Box sety
- Códice de Tortura (2017) – set čtyř audiokazet od Zim Zum Entertainment
- The Sound of Torture (2019) – set tří 12" vinylů
- The Brodequin Tape Box (2020) – set tří audiokazet, limitovaná edice

Split nahrávky
- Created to Kill (2002) – 4way split CD kapel Aborted, Brodequin, Drowning, Misery Index
- Prelude to Execution / Stop the Madness (2004) – split 7" vinyl s německou kapelou Tears of Decay